# Hệ sinh thái biển

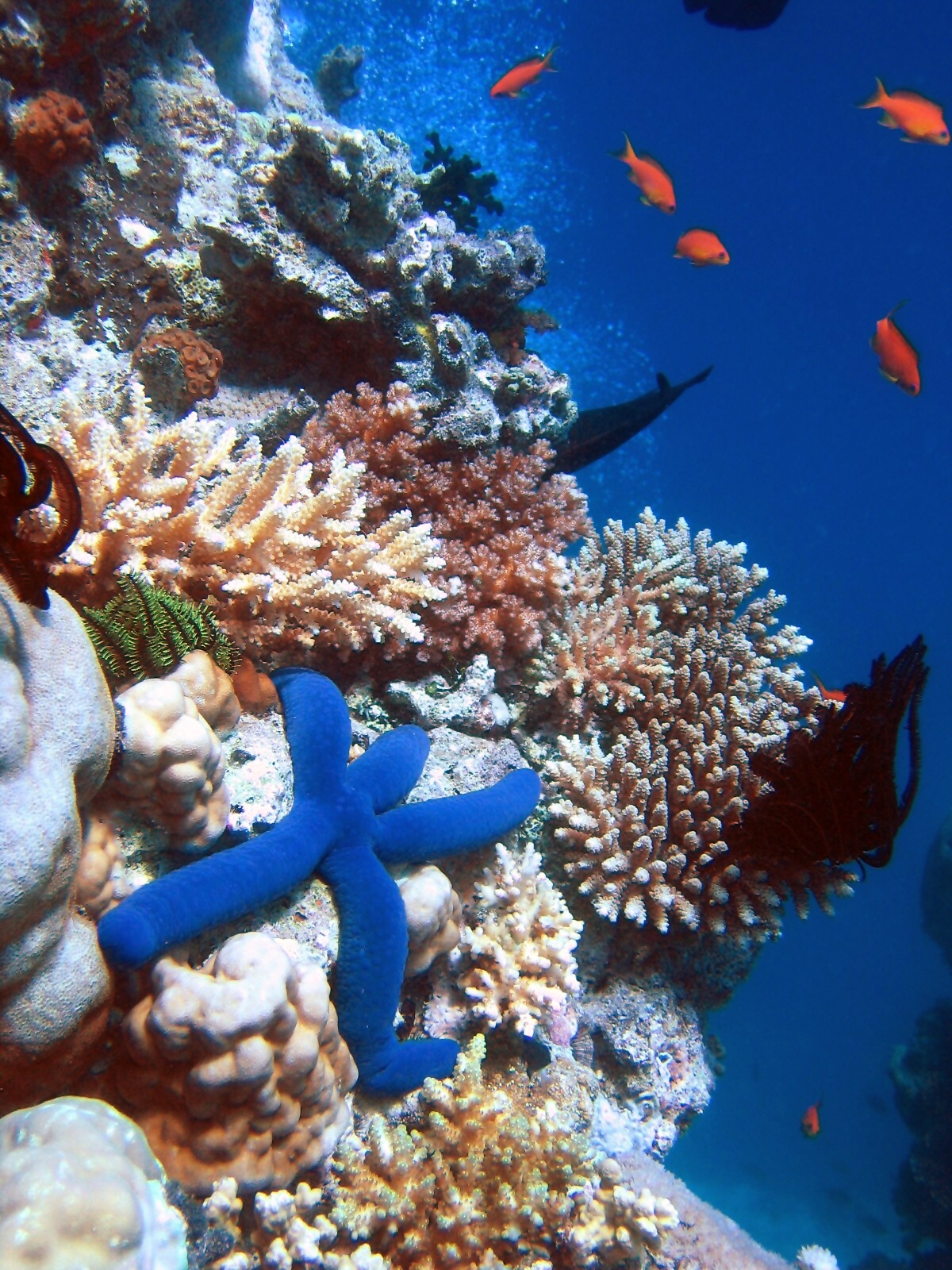
Ở đây, chúng ta có thể thấy nhiều dạng sao biển, rạn san hô ngầm và cá ở Rạn san hô Great Barrier.

Hệ sinh thái biển là hệ sinh thái thủy sinh lớn nhất trên thế giới và được phân biệt bởi các vùng nước có hàm lượng muối cao. Các hệ sinh thái này tương phản với hệ sinh thái nước ngọt, nơi có hàm lượng muối thấp hơn. Nước biển bao phủ hơn 70% bề mặt Trái Đất, chiếm hơn 97% lượng nước cung cấp cho Trái Đất và 90% những khu vực có sự sống trên hành tinh. Hệ sinh thái biển bao gồm các hệ sinh thái gần bờ, chẳng hạn như ruộng muối, bãi bồi, đồng cỏ biển, rừng ngập mặn, hệ thống bãi triều đá và các rạn san hô ngầm. Chúng cũng mở rộng ra ngoài từ bờ biển để bao gồm các hệ sinh thái ngoài khơi, bao gồm đại dương, nước biển bề mặt, biển sâu, miệng phun thủy nhiệt đại dương và đáy biển. Các hệ sinh thái biển được đặc trưng bởi quần xã sinh vật liên kết với chúng và môi trường vật chất của chúng.

## Các loại

### Ruộng muối
Bài viết chính: Ruộng muối
Ruộng muối là nơi chuyển tiếp từ đại dương vào đất liền, nơi nước ngọt và nước mặn trộn lẫn. Đất ở những đầm lầy này thường được tạo thành từ bùn và một lớp vật chất hữu cơ gọi là than bùn. Than bùn được đặc tính hóa bởi chất thực vật phân hủy ngập úng và ngập úng rễ thường gây ra mức oxy thấp (thiếu oxy). Những điều kiện thiếu oxy này gây ra sự phát triển của vi khuẩn cũng tạo cho đầm lầy muối có mùi lưu huỳnh đặc trưng.
Các ruộng muối tồn tại trên khắp thế giới và cần thiết cho các hệ sinh thái lành mạnh và một nền kinh tế lành mạnh. Chúng là những hệ sinh thái có năng suất cao, cung cấp các dịch vụ thiết yếu cho hơn 75% các loài thủy sản và bảo vệ bờ biển khỏi xói mòn và lũ lụt. Ruộng muối có thể được chia thành ruộng cao, ruộng thấp và biên giới vùng cao. Khu vực ruộng thấp gần đại dương hơn, nó bị ngập ở hầu hết mọi lần thủy triều trừ thủy triều xuống. Khu vực ruộng cao nằm giữa ruộng thấp và biên giới vùng cao và nó thường chỉ bị ngập khi có thủy triều cao hơn bình thường. Biên giới vùng cao là rìa nước ngọt của ruộng và thường nằm ở độ cao hơn một chút so với khu vực ruộng cao. Vùng này thường chỉ bị ngập trong điều kiện thời tiết khắc nghiệt và ít bị úng nước, nhiễm mặn hơn nhiều so với các vùng khác của ruộng muối.

### Rừng ngập mặn
Bài viết chính: Rừng ngập mặn
Rừng ngập mặn được tạo nên từ những cây gỗ hoặc cây bụi mọc ở vùng đất ít oxy gần bờ biển ở vùng nhiệt đới hoặc cận nhiệt đới. Đó là một hệ sinh thái vô cùng năng suất và phức tạp kết nối đất liền và biển. Rừng ngập mặn bao gồm các loài không nhất thiết phải có quan hệ họ hàng với nhau và thường được xếp thành nhóm vì các đặc điểm chung hơn là sự tương đồng về mặt di truyền. Do ở gần bờ biển nên chúng đều phát triển các cách thích nghi riêng như bài tiết muối và sục khí ra rễ để sống trong môi trường nước mặn, thiếu oxy. Rừng ngập mặn thường có thể được nhận biết bởi đám rễ dày đặc của những loài cây của nó, có tác dụng bảo vệ bờ biển bằng cách giảm xói mòn do triều cường, dòng chảy, sóng và thủy triều. Hệ sinh thái rừng ngập mặn cũng là nguồn cung cấp thức ăn quan trọng cho nhiều loài cũng như đóng vai trò quan trọng trong việc cô lập carbon dioxide từ khí quyển. Trữ lượng carbon của rừng ngập mặn toàn cầu ước tính khoảng 34 triệu tấn mỗi năm.

### Vùng gian triều
Bài viết chính: Vùng gian triều
Vùng gian triều là vùng có thể nhìn thấy và tiếp xúc với không khí khi thủy triều xuống và bị nước biển bao phủ khi thủy triều lên. Có bốn khu vực vật lý của vùng, với những đặc điểm và quần xã động vật hoang dã riêng biệt. Các khu vực này là Vùng phun, Vùng triều cao, Vùng triều giữa và Vùng triều thấp. Vùng phun là một khu vực ẩm ướt thường chỉ tiếp cận với đại dương và chỉ bị ngập dưới triều cường hoặc bão. Vùng triều cao bị ngập khi triều cường nhưng vẫn khô trong thời gian dài giữa các đợt triều cường. Do sự khác biệt lớn về điều kiện có thể xảy ra ở khu vực này, nó là nơi sinh sống của các loài động vật hoang dã có khả năng chống chọi được những thay đổi về môi trường như vẹt đuôi dài, ốc biển, trai và cua ẩn cư. Thủy triều chảy qua vùng giữa triều hai lần một ngày và vùng này có nhiều loại động vật hoang dã hơn. Vùng triều thấp bị ngập gần như mọi lúc ngoại trừ khi thủy triều xuống thấp nhất và sự sống ở đây phong phú hơn do sự bảo vệ mà nước mang lại.

### Cửa sông
Bài viết chính: Cửa sông
Các cửa sông là những vị trí trên các con sông có sự thay đổi đáng kể về độ mặn giữa các nguồn nước mặn và nước ngọt. Điều này thường được tìm thấy ở những nơi sông gặp biển hoặc biển. Động vật hoang dã được tìm thấy trong các cửa sông là độc nhất, không thể tìm thấy ở hệ sinh thái nào khác, vì nước ở những khu vực này là nước lợ - sự pha trộn giữa nước ngọt chảy ra đại dương và nước biển mặn.  Các loại cửa sông khác cũng tồn tại và có đặc điểm tương tự như cửa sông nước lợ truyền thống. Great Lakes là một ví dụ điển hình. Ở đó, nước sông hòa với nước hồ và tạo ra các cửa sông nước ngọt. Cửa sông là hệ sinh thái cực kỳ hữu ích mà nhiều loài động vật và con người phụ thuộc vào cho nhiều hoạt động khác nhau. Đây có thể được coi là, trong số 32 thành phố lớn nhất trên thế giới, 22 thành phố chọn nằm trên các cửa sông vì chúng mang lại nhiều lợi ích về môi trường và kinh tế như tạo nên môi trường sống quan trọng cho nhiều loài và trung tâm kinh tế của nhiều cộng đồng ven biển. Các cửa sông cũng cung cấp các dịch vụ hệ sinh thái thiết yếu như lọc nước, bảo vệ môi trường sống, kiểm soát xói mòn, chu trình dinh dưỡng điều hòa khí và chúng thậm chí còn mang lại cơ hội giáo dục, giải trí và du lịch cho con người.

### Đầm phá
Bài viết chính: Đầm phá
Đầm phá là những khu vực được ngăn cách với vùng nước lớn hơn bởi các rào cản tự nhiên như rạn san hô hoặc bãi cát. Có hai loại đầm phá, đầm phá ven biển và đầm phá đại dương / đảo san hô. Một đầm phá ven biển, như định nghĩa ở trên, chỉ đơn giản là một vùng nước được ngăn cách với đại dương bởi một rào cản. Đầm đảo san hô là một rạn san hô hình tròn hoặc một số đảo san hô bao quanh đầm phá. Các đầm phá san hô thường sâu hơn nhiều so với các đầm phá ven biển. Hầu hết các đầm phá đều rất nông do ảnh hưởng lớn của sự thay đổi lượng mưa, bốc hơi và gió. Điều này có nghĩa là độ mặn và nhiệt độ ở các đầm phá rất khác nhau và chúng có thể có nước từ ngọt đến siêu kiềm.
Các đầm phá có thể được tìm thấy ở các bờ biển trên khắp thế giới, trên mọi lục địa ngoại trừ Nam Cực và là một môi trường sống vô cùng đa dạng, là nơi sinh sống của nhiều loài bao gồm chim, cá, cua, sinh vật phù du và nhiều loài khác. Các đầm phá cũng rất quan trọng đối với nền kinh tế vì chúng cung cấp một loạt các dịch vụ hệ sinh thái ngoài việc là ngôi nhà của rất nhiều loài khác nhau. Một số dịch vụ này bao gồm nghề cá, chu trình dinh dưỡng, chống lũ lụt, lọc nước, và thậm chí đóng một phần không nhỏ vào đời sống tinh thần và văn hóa của không ít cộng đồng.

### Rạn san hô
Bài viết chính: Rạn san hô
Rạn san hô là một trong những hệ sinh thái biển nổi tiếng nhất trên thế giới, trong đó lớn nhất là Rạn san hô Great Barrier. Những rạn san hô này bao gồm các đàn san hô lớn gồm nhiều loài cùng sinh sống. Các loài san hô từ nhiều mối quan hệ cộng sinh với các sinh vật xung quanh chúng.

### Biển sâu và đáy biển
Biển sâu chứa tới 95% không gian do các sinh vật sống chiếm giữ. Kết hợp với đáy biển (hoặc vùng sinh vật đáy), hai khu vực này vẫn chưa được khám phá tối đa hay có tài liệu đầy đủ về sinh vật của chúng.

## Các dịch vụ hệ sinh thái
Bài viết chính: Dịch vụ hệ sinh thái
Ngoài việc cung cấp nhiều lợi ích cho thế giới tự nhiên, các hệ sinh thái biển còn cung cấp nhiều dịch vụ, lợi ích liên quan đến xã hội, kinh tế và hệ sinh thái sinh học của con người. Các hệ thống biển Pelagic điều hòa khí hậu toàn cầu, góp phần vào chu trình nước, duy trì đa dạng sinh học, cung cấp nguồn thực phẩm và năng lượng, đồng thời tạo cơ hội cho giải trí và du lịch. Về mặt kinh tế, các hệ sinh thái biển còn giúp con người khai thác hàng tỷ đô la qua đánh bắt, nuôi trồng thủy sản, dầu khí ngoài khơi, thương mại và vận tải biển.
Dịch vụ hệ sinh thái được chia thành nhiều loại, bao gồm dịch vụ hỗ trợ, dịch vụ cung cấp, dịch vụ điều tiết và dịch vụ văn hóa.

## Những mối đe dọa
Mặc dù các hệ sinh thái biển cung cấp các dịch vụ hệ sinh thái thiết yếu, chúng phải đối mặt với nhiều mối đe dọa khác nhau.

### Sự khai thác và phát triển của con người
Các hệ sinh thái biển ven bờ phải chịu áp lực về dân số ngày càng tăng, với gần 40% dân số trên thế giới sống cách bờ biển 100 km. Con người thường tập hợp gần các sinh cảnh ven biển để tận dụng các dịch vụ hệ sinh thái. Ví dụ, thủy sản đánh bắt ven biển từ rừng ngập mặn và các sinh cảnh rạn san hô được ước tính đem về tối thiểu 34 tỷ đô la lợi nhuận mỗi năm. Tuy nhiên, nhiều sinh cảnh trong số này được bảo vệ một cách hời hợt hoặc không được bảo vệ. Diện tích rừng ngập mặn trên toàn thế giới đã giảm hơn 1/3 kể từ năm 1950, và 60% rạn san hô trên thế giới hiện đang bị đe dọa ngay lập tức hoặc trực tiếp. Sự phát triển của con người, nuôi trồng thủy sản và công nghiệp hóa thường dẫn đến sự phá hủy, thay thế hoặc suy thoái các sinh cảnh ven biển.
Ngoài khơi, các hệ thống biển nổi đang bị đe dọa trực tiếp do đánh bắt quá mức. Đánh bắt thủy sản toàn cầu đạt đỉnh vào cuối những năm 1980, nhưng hiện đang giảm, mặc dù nỗ lực đánh bắt ngày càng tăng. Sinh khối cá và mức độ dinh dưỡng trung bình của nghề cá đang giảm dần, dẫn đến suy giảm đa dạng sinh học biển. Đặc biệt, sự tuyệt chủng cục bộ đã dẫn đến sự suy giảm các loài lớn, sống lâu, phát triển chậm và những loài có phạm vi địa lý hẹp. Suy giảm đa dạng sinh học có thể dẫn đến suy giảm liên quan đến các dịch vụ hệ sinh thái. Một nghiên cứu dài hạn báo cáo sự sụt giảm 74–92% sản lượng đánh bắt trên một đơn vị nỗ lực của cá mập ở bờ biển Úc từ những năm 1960 đến năm 2010.

### Ô nhiễm
Bài viết chính: Ô nhiễm biển
- Dinh dưỡng[26]
- Lắng cặn
- Mầm bệnh
- Các chất độc hại
- Rác thải và vi nhựa

### Những yếu tố ảnh hưởng nhân tạo
- Thương mại hàng hải, thủy hải sản toàn cầu
- Vận chuyển nước dằn
- Nuôi trồng thủy sản

### Biến đổi khí hậu
- Trái đất ấm lên
- Tăng tần suất / cường độ bão
- Axit hóa đại dương
- Mực nước biển dâng